# Zwergkaninchen (Art)
Das Zwergkaninchen (Brachylagus idahoensis) ist eine Säugetierart aus der Familie der Hasen (Leporidae). Es ist die kleinste Art der Hasen in Amerika und eng mit der Gattung der Baumwollschwanzkaninchen (Sylvilagus) verwandt, der es manchmal auch zugeordnet wird. Die im Tierhandel unter dem Namen „Zwergkaninchen“ angebotenen Tiere sind Zuchtformen des Hauskaninchens und mit dem Zwergkaninchen nicht näher verwandt.
Zwergkaninchen leben im zentralen Westen der Vereinigten Staaten in den Bundesstaaten Washington, Idaho, Montana, Wyoming, Nevada und dem nördlichen Kalifornien. Ihr Verbreitungsgebiet deckt sich weitgehend mit dem Verbreitungsgebiet des Wüsten-Beifußes (Artemisia tridentata), der ihnen vor allem im Winter als Hauptnahrungsquelle sowie als Deckung und Schutz vor Fressfeinden wie Kojoten und Greifvögeln dient. Die hauptsächlich dämmerungs- und nachtaktiven Tiere sind die einzigen Hasen Amerikas, die eigene Baue graben. Das Zwergkaninchen gilt insgesamt als ungefährdet, allerdings kam es vor allem im Columbia-Becken (Bundesstaat Washington) und auch in anderen Gebieten zu rapiden Rückgängen des Bestandes, durch die die Art regional vom Aussterben bedroht ist. Speziell in Washington wurde zur Erhaltung der Population ein mehrstufiger Rettungsplan mit einem Zuchtprogramm für die Tiere aufgebaut.

## Merkmale

### Allgemeine Merkmale

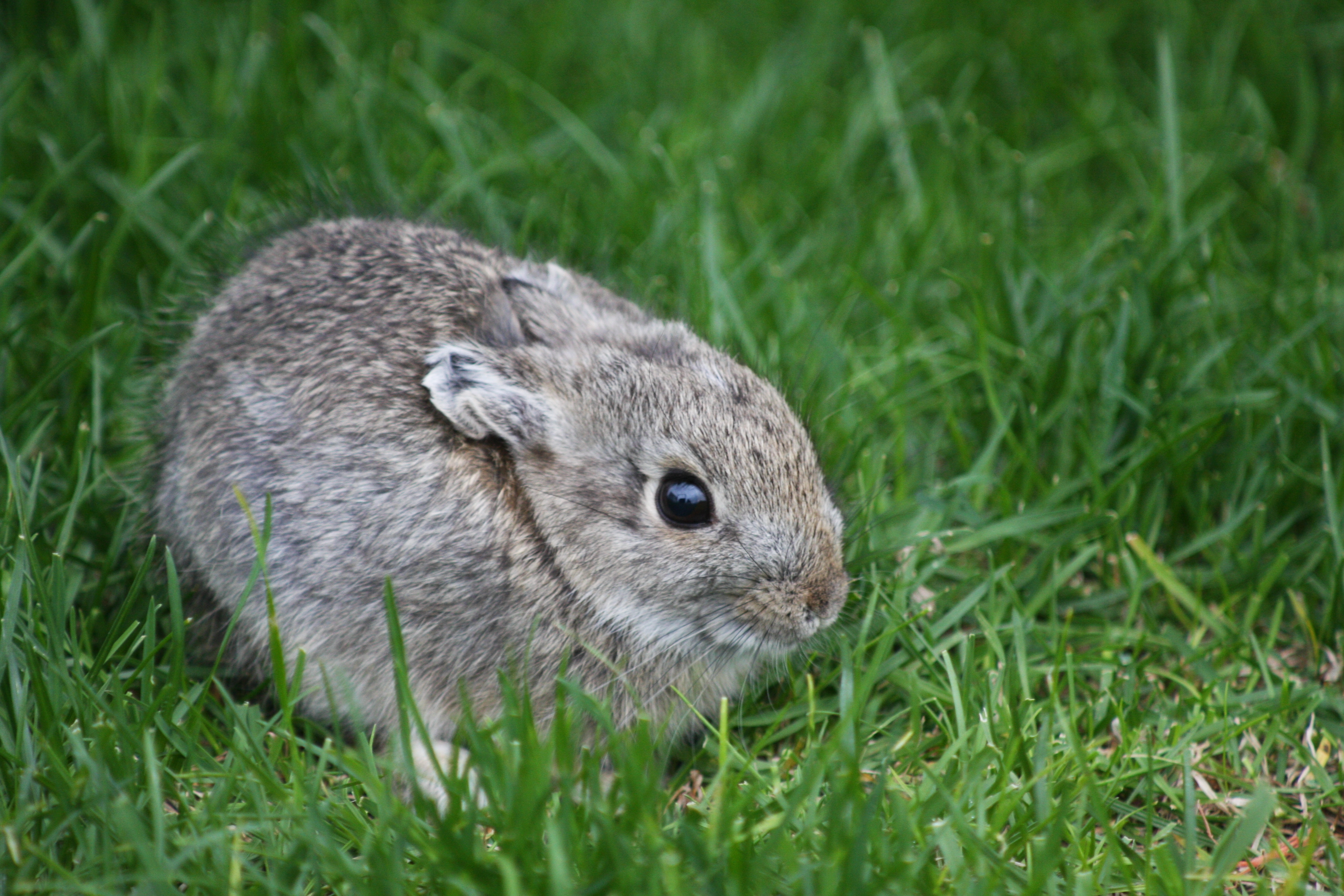
Zwergkaninchen

Das Zwergkaninchen ist die kleinste Art der Hasen in Nordamerika, wobei sich die Größe der Tiere regional und nach Geschlechtern nur wenig unterscheidet. Die Kopf-Rumpf-Länge beträgt in der Regel maximal etwa 30 Zentimeter bei einem Gewicht von etwa 400 bis 450 Gramm. Nach Green & Flinders 1980 betrug die Kopf-Rumpf-Länge von Männchen aus Kalifornien 25,2 bis 28,5 Zentimeter mit einem Durchschnitt von 27,2 Zentimetern, bei Weibchen war sie 23,0 bis 29,5 und durchschnittlich 27,3 Zentimeter lang. In Utah wurde bei den Männchen eine Länge von 26,1 bis 28,3 Zentimetern mit einem Durchschnitt von 27,8 Zentimetern und bei den Weibchen eine Länge von 27,3 bis 30,5 Zentimetern mit einem Durchschnitt von 29,1 Zentimetern gemessen. Das Gewicht der Männchen in Columbia betrug durchschnittlich 409 Gramm und das der Weibchen 398 Gramm, in Utah wogen die Männchen durchschnittlich 405 Gramm und die Weibchen 436 Gramm und in Idaho wogen die Männchen durchschnittlich 418 Gramm und die Weibchen durchschnittlich 462 Gramm.
Das Fell ist im Herbst lang und seidenartig und an der Oberseite sandfarben bis grau gefärbt. Nach dem Ende des Winters ist es silbergrau bis zum nächsten Fellwechsel im Herbst. Die Unterseite ist weißlich und die Beine, die Kehle und der Nacken sind zimtbraun. Die Hinterbeine sind sehr kurz, weswegen Zwergkaninchen auch nicht die von anderen Hasen bekannte hoppelnde Fortbewegungsweise haben. Die Hinterfüße sind im Vergleich zu anderen Arten sehr breit und stark behaart. Die Ohren sind kurz, abgerundet und innen wie außen mit dichtem Fell versehen. Die Vibrissen sind schwarz und weiß. Auch der Schwanz ist kurz, anders als bei den Baumwollschwanzkaninchen ist die Schwanzunterseite bei Zwergkaninchen eher sandfarben als weiß. Die Weibchen besitzen insgesamt 10 Zitzen, die jeweils paarig angelegt sind.
Das Zwergkaninchen ist durch seine geringe Größe, die sehr kurzen Ohren und den sehr kurzen Schwanz, der keine weißen Stellen aufweist, sowie die graue Farbe nicht mit anderen nordamerikanischen Hasen, wie den nahe verwandten Baumwollschwanzkaninchen, zu verwechseln.

### Schädelmerkmale
| 2 | · | 0 | · | 3 | · | 3 | = 28 |
| 1 | · | 0 | · | 2 | · | 3 | = 28 |

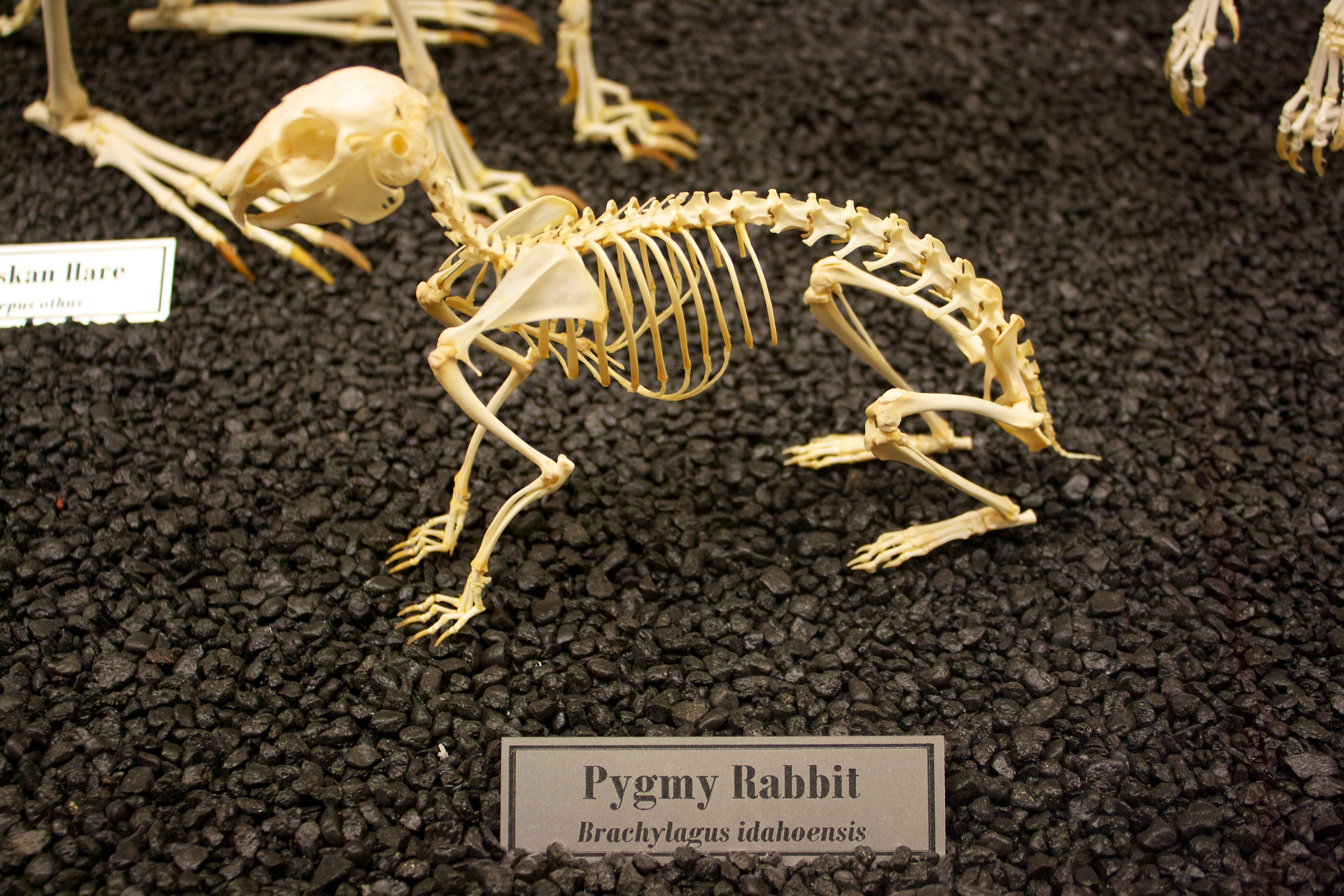
Skelett eines Brachylagus idahoensis im Museum of Osteology, Oklahoma City

Der Schädel hat eine Basilarlänge von durchschnittlich etwa 39 Millimetern, im Bereich der Jochbögen ist der Schädel 27,3 Millimeter breit und im Bereich des Hirnschädels 20,2 Millimeter. Dabei sind die Schädel der Männchen und der Weibchen in ihren Maßen weitgehend identisch. Der Schädel ist damit kleiner als der anderer Hasen, der Hirnschädel und die Paukenblase (Bulla tympanica) sind vergleichsweise groß ausgebildet. Die Schnauze ist kurz und spitz und die Überaugenfortsätze (Processus supraorbitalia) sind im Vergleich zu den verwandten Baumwollschwanzkaninchen lang. Die vorderen Gaumenfenster sind breit, die Gaumenbrücke ist kurz und in der Regel mit einem Fortsatz ausgestattet.
Die Art besitzt jeweils in einer Oberkieferhälfte zwei Schneidezähne (Incisivi) und nach einer Lücke (Diastema) drei Prämolaren und drei Molaren und in einer Unterkieferhälfte einen Schneidezahn, zwei Prämolaren und drei Molaren. Insgesamt besitzen die Tiere also 28 Zähne. Wie bei anderen Hasen sind die zweiten Schneidezähne im Oberkiefer stiftartig ausgebildet (Duplizidentie) und liegen hinter denen als Nagezähnen ausgebildeten ersten Schneidezähnen. Die Oberflächen der Backenzähne sind im Vergleich zu anderen Arten relativ klein.

## Verbreitung

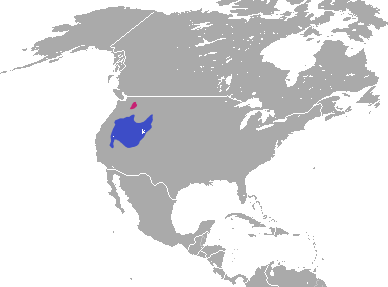
Verbreitungsgebiet (blau, rot = isoliertes Vorkommen) des Zwergkaninchens

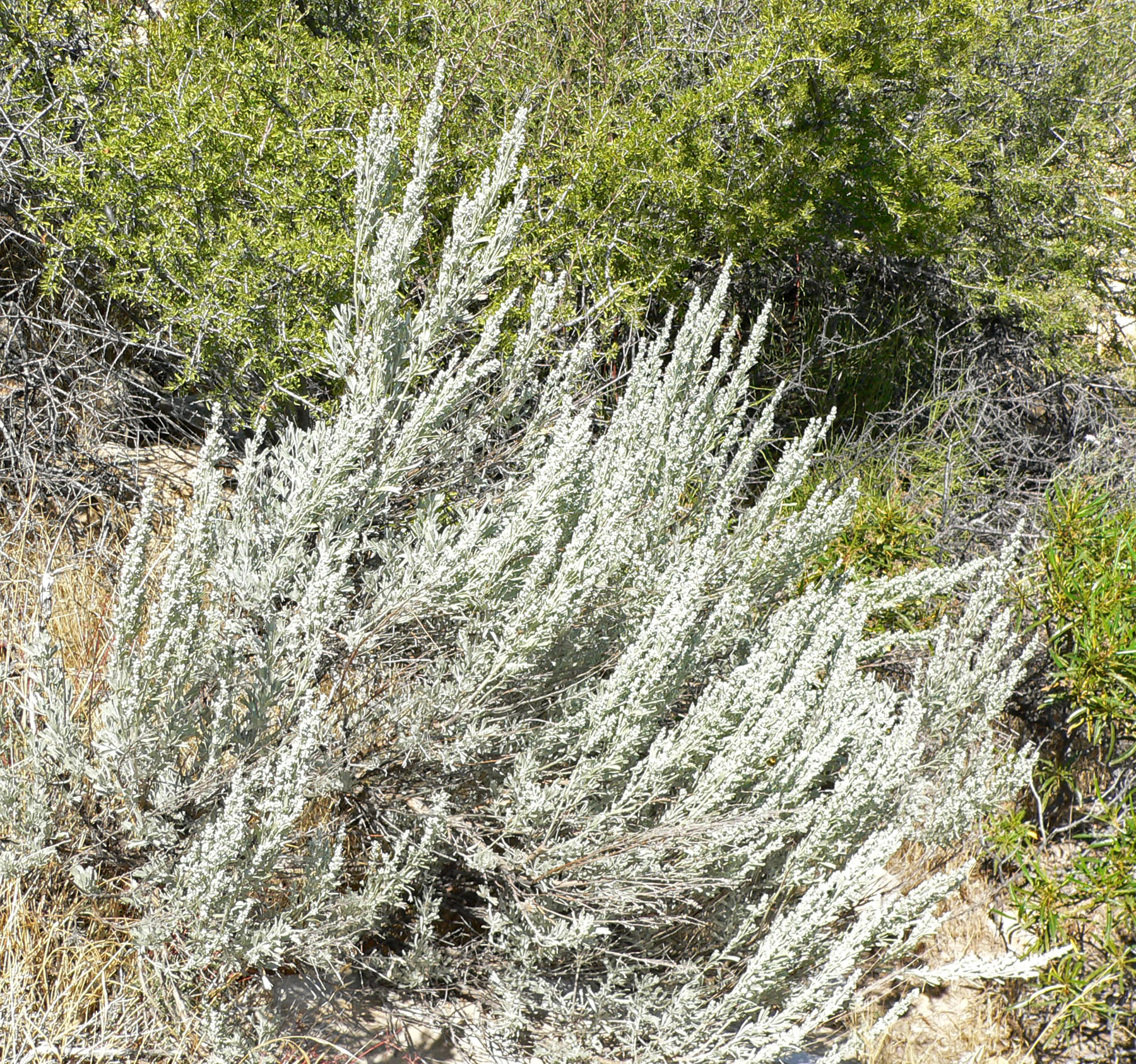
Das Zwergkaninchen ist eng an das Vorkommen des Wüsten-Beifußes (Artemisia tridentata; „sagebrush“) gebunden

Zwergkaninchen leben im zentralen Westen der Vereinigten Staaten im Bereich des Großen Beckens und einiger angrenzender Regionen, ihr Verbreitungsgebiet deckt sich weitgehend mit dem Verbreitungsgebiet des Wüsten-Beifußes (Artemisia tridentata; „sagebrush“). Es reicht vom Südwesten des Bundesstaats Montana und dem westlichen Wyoming bis in den Südwesten von Utah und das zentrale Washington, wo die Art in einem isolierten Bestand vorkommt. Außerdem reicht es vom zentralen Nevada bis zum nordöstlichen Kalifornien, dem nordöstlichen Oregon und dem südlichen Idaho. Da der Wüsten-Beifuß nur in trockenen, wüstenartigen Gebieten auf sandigen bis lehmigen Böden vorkommt, ist auch der Lebensraum des Zwergkaninchens durch diese Habitate gekennzeichnet.
Innerhalb des Verbreitungsgebietes sind die einzelnen Vorkommen häufig isoliert und punktuell an Regionen mit Vorkommen des Wüsten-Beifußes gebunden. In Washington kam die Art historisch in großen Teilen des Columbia-Beckens vor, bis die Beifußbestände in vielen Bereichen für den Ausbau von landwirtschaftlichen Flächen fast vollständig beseitigt wurden. Die Bestände der Art sind entsprechend von anderen Verbreitungsgebieten vollständig getrennt, allerdings ergaben genetische Untersuchungen und Fossilfunde, dass eine Trennung der Population im Columbia-Becken von anderen Populationen bereits vor etwa 10.000 Jahren stattgefunden hat.
Aus dem benachbarten Oregon liegen nur unzureichende Daten vor. Populationen der Zwergkaninchen konnten im Deschutes, Lake, Harney und Malheur County nachgewiesen werden. Auch in Idaho sind die Bestände fragmentiert, in einigen Gebieten vor allem im nördlichen und zentralen Idaho wie im Lemhi County, am Birch Creek, dem Big und Little Lost River sowie den Tälern am Pahsimeroi River sind die Populationen jedoch stabil und die Bestände vergleichsweise groß. Isolierte Populationen finden sich unter anderem im Owyhee County und der Camas-Prärie. Eine starke Isolationsbarriere stellt wahrscheinlich der Snake River mit seiner landwirtschaftlichen und städtischen Erschließung dar, wodurch die Populationen südlich des Flusses von den nördlichen getrennt werden und erst im südwestlichen Montana Übergänge bestehen. In Montana selbst kommt die Art fast im gesamten Bundesgebiet vor.
In Wyoming ist das Zwergkaninchen vor allem in den Beifuß-dominierten Bereichen des Bear und des Green Rivers verbreitet. Besonders im Fossil Butte National Monument am Bear River sowie in den Bereichen südlich und westlich der Städte Pinedale und Boulder am Green River kommt die Art vergleichsweise häufig vor. Ein weiterer Verbreitungsschwerpunkt ist das Great Divide Basin mit den Jack Morrow Hills und für den Bereich des Sweetwater River Basin liegt der bislang einzige Nachweis östlich der nordamerikanischen kontinentalen Wasserscheide (Continental Divide) vor. In Utah sind die Gebiete mit den größten Beständen das westliche Box Elder County, das nördliche Rich County sowie der nordwestliche Bereich des Garfield County, wo die Art vergleichsweise häufig ist. Im Zentralbereich des Großen Beckens Utahs kommt das Zwergkaninchen allerdings heute nicht mehr vor, obwohl es historisch hier verbreitet war. In Nevada reicht das Verbreitungsgebiet vom äußersten Norden bis zur Nordgrenze des Nye County und des Lincoln County im Süden von der östlichen Grenze bis Vya im Westen. Die Art ist in den meisten Talregionen des Bundesstaates verbreitet und kommt auch in den historisch belegten Verbreitungsgebieten noch vor. In Kalifornien kommt die Art vor allem im Mono County vor und ist dort von den Bodie Hills bis südlich des Mono Lake verbreitet. Im Norden Kaliforniens wurden bislang keine Zwergkaninchen nachgewiesen, obwohl sie historisch auch im Modoc County und im Lassen County vorkamen.

## Lebensweise
Als Lebensraum bevorzugen Zwergkaninchen dicht mit Wüsten-Beifuß bestandene Gebiete. Die Tiere können den ganzen Tag über aktiv sein, sind jedoch vorwiegend dämmerungs- (abends wie morgens) und nachtaktiv und verbringen den Tag ruhend in oder in der Nähe ihrer Baue. Die höchste Aktivität zeigen sie mit Ausnahme des Winters im Morgengrauen, wobei die Aktivität in besonders wetterexponierten Habitaten deutlich erhöht sein kann.
Zwergkaninchen graben mehrere bis zu einem oder zwei Meter tiefe Baue, die üblicherweise vier oder fünf und maximal etwa zehn Ausgänge haben. Zwergkaninchen sind die einzigen amerikanischen Hasen, die aktiv Baue graben, diese Tätigkeit unterscheidet sie entsprechend von den Baumwollschwanzkaninchen und anderen nordamerikanischen Hasenarten. Die Ausgänge befinden sich meist direkt unterhalb eines Busches und haben in der Regel einen Durchmesser von zehn bis zwölf Zentimetern. Sie verbreitern sich unter der Erdoberfläche, wo sie Kammern bilden. Neben diesen selbst gegrabenen Bauen nutzen die Tiere jedoch auch natürliche Höhlen in Gestein sowie aufgegebene Baue von Silberdachsen (Taxidea taxus) und Gelbbauchmurmeltieren (Marmota flaviventris). Die Anzahl der Baue entspricht nicht zwingend der Anzahl der in einem Gebiet vorkommenden Zwergkaninchen. In den Bauen lebt in der Regel ein ausgewachsenes Tier, zur Fortpflanzungszeit können jedoch auch Männchen und Weibchen den gleichen Bau bewohnen und aufgeschreckte Tiere fliehen häufig zu mehreren Individuen in den gleichen Bau.
Die Tiere legen Trampelpfade durch das Buschwerk an, die ihnen ein schnelles Vorwärtskommen ermöglichen und entfernen sich bei der Nahrungssuche oft nicht mehr als 30 bis 100 Meter von ihrem Bau. Die weitesten Entfernungen legen sie im Frühjahr und Sommer zurück, wobei die maximale Entfernung vom Bau mit etwa 2,5 Kilometern dokumentiert ist. Bei Störung können sie schnell durch die Büsche zu ihren Bauten laufen. Dabei haben sie anders als andere Hasen keine hoppelnde Fortbewegungsweise, sondern einen eher hetzenden Gang.

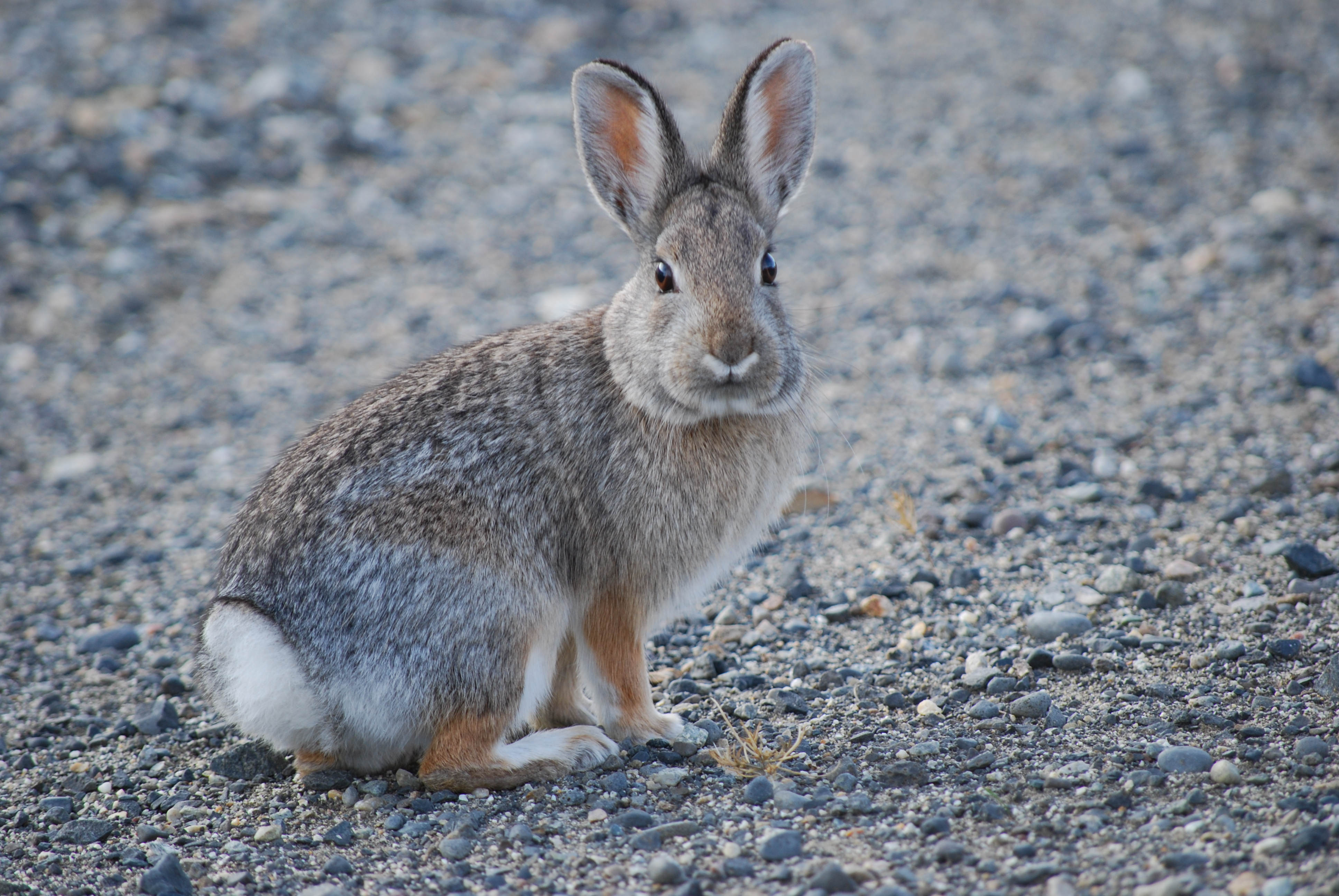
Das Berg-Baumwollschwanzkaninchen (Sylvilagus nuttallii) kommt häufig im gleichen Habitat vor wie das Zwergkaninchen und kann auch den Bau mit diesem teilen.

In ihren Lebensräumen können Zwergkaninchen mit anderen Hasenarten vergesellschaftet sein. In Idaho leben sie beispielsweise häufig in den gleichen Habitaten wie das Berg-Baumwollschwanzkaninchen (Sylvilagus nuttallii), der Präriehase (Lepus townsendii) und der Eselhase (Lepus californicus). Obwohl die Arten untereinander keinerlei soziale Kontakte haben, wurden Berg-Baumwollschwanzkaninchen gemeinsam mit Zwergkaninchen in den gleichen Bauen nachgewiesen.

### Ernährung
Die Hauptnahrung des Zwergkaninchens ist der Wüsten-Beifuß, an den die Tiere entsprechend gebunden sind. Im Winter stellen die Pflanzenteile des Wüsten-Beifußes bis zu 99 % der Nahrung dar, während im Sommer etwa 30 bis 40 % der Nahrung aus Gräsern wie Rispengräsern (Poa) und Agropyron-Arten bestehen. Dabei liegt die Vorliebe der Tiere für den Wüsten-Beifuß nicht allein an der Verfügbarkeit und den enthaltenen Nährstoffen, da beispielsweise auch der strauchige Purshia tridentata in der Regel mit einem ähnlichen Nährwert verfügbar ist, jedoch maximal 2 % der Nahrung ausmacht.

### Fortpflanzung und Entwicklung
Die Fortpflanzungszeit der Zwergkaninchen ist regional verschieden. Wie bei anderen Hasen kommt es bei den Männchen vor der Fortpflanzungszeit zu einem Hodenabstieg und der temporären Ausbildung des vollständigen Hodensacks (Scrotum), wobei der Zeitpunkt der Hodenentwicklung wahrscheinlich von der Tageslänge abhängt. In Idaho wurde der Hodenabstieg ab Mitte Dezember beobachtet, der Hodensack war im späten Januar ausgebildet und enthielt spätestens im März reife Spermien, während die Hodenentwicklung in Utah im Januar lag und im März abgeschlossen war. Die Fortpflanzungsfähigkeit der Weibchen ist ebenfalls an die Tageslänge sowie zusätzlich an die Nahrungsverfügbarkeit gebunden. So konnten trächtige Weibchen der ersten Fortpflanzungsperiode in Utah von Ende Februar bis Ende März und in Idaho von Ende März bis Ende Mai nachgewiesen werden.
Zwergkaninchen erreichen ihre Geschlechtsreife im ersten Jahr. Die Weibchen verpaaren sich mit mehreren Männchen (Promiskuität), wobei die Tiere eines Wurfes unterschiedliche Väter haben können. Die Tragzeit wird wie bei anderen Hasen und speziell Arten der nahe verwandten Baumwollschwanzkaninchen mit 27 bis 30 Tagen angenommen. Die Weibchen bringen dabei bis zu dreimal im Jahr jeweils vier bis acht Jungtiere zur Welt, wobei der letzte Wurf vor dem Herbst stattfindet. Die Jungtiere kommen nackt zur Welt und haben eine Länge von durchschnittlich etwa 72 Millimetern. Das Geschlechterverhältnis der Jungtiere liegt bei etwa 1:1. Die Wachstumsgeschwindigkeit ist abhängig vom Zeitpunkt der Geburt, wobei früher geborene Tiere durch die längere Zeit bis zum Winter am Ende des Jahres größer sind als die Tiere späterer Würfe. Die meisten Jungtiere verlassen den Bau der Eltern nach spätestens zwölf Wochen und suchen oder graben dann innerhalb von einer Woche einen neuen Bau. Die Männchen siedeln sich dabei durchschnittlich einen Kilometer und die Weibchen durchschnittlich drei Kilometer entfernt vom Elternbau an. Der Abstand kann jedoch auch bis zu zwölf Kilometer betragen, Straßen und Gewässer werden dabei passiert.
Die Mortalität der Jungtiere ist zwischen der Geburt und der fünften Lebenswoche am höchsten. Nach Beobachtungen liegt die Mortalität der Jungtiere innerhalb des ersten Jahres nach Verlassen des Baus bei den Männchen bei etwa 70 % und den Weibchen bei fast 90 %, wobei die meisten Tiere innerhalb der ersten zwei Monate sterben. Die Jungtiere werden innerhalb des Geburtsjahres nicht geschlechtsreif, jedoch sind im Folgejahr die überlebenden Tiere aller Würfe geschlechtsreif. Bei den ausgewachsenen Tieren ist die Mortalität besonders im Winter und frühen Frühjahr sehr hoch, wobei ein Maximum von 88 % am Gesamtbestand angenommen wird.

### Fressfeinde und Parasiten

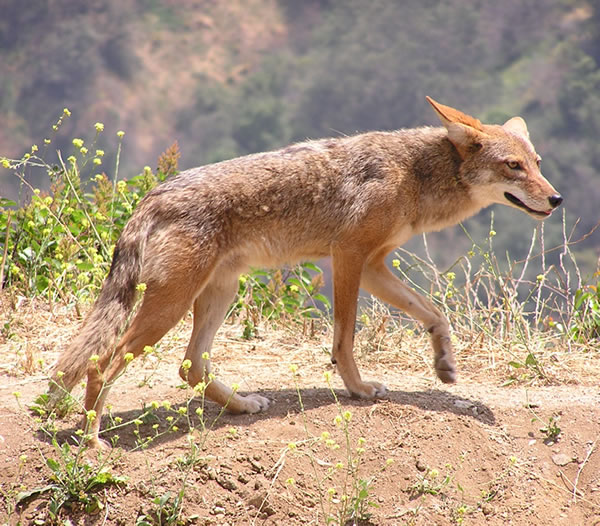
Kojoten gehören zu den häufigsten Fressfeinden des Zwergkaninchens.

Wie bei anderen Hasenarten und Kleinsäugern werden auch Zwergkaninchen von zahlreichen Prädatoren gejagt und erbeutet. Speziell Wiesel (Gattung Mustela) dringen in die Bauten ein und erbeuten die darin lebenden Tiere. Weitere generalistische Beutegreifer, denen auch Zwergkaninchen als Beute dienen, sind Kojoten (Canis latrans), Rotfüchse (Vulpes vulpes), Eulen und Hudsonweihen (Circus hudsonius) sowie Rotluchse (Lynx rufus) und Dachse. Bei Untersuchungen zur Mortalität von mit Transmittern ausgestatteten Tieren im Südosten von Oregon und im Nordwesten von Nevada konnte festgestellt werden, dass die Mortalität durch Prädatoren sowohl bei ausgewachsenen Tieren (88,6 %) wie auch bei Jungtieren (89,4 %) sehr hoch ist; die Daten entsprechen dabei dem Anteil der erbeuteten Tiere gemessen an den markierten Individuen im Untersuchungszeitraum von einem Jahr. Dabei stellten Kojoten mit 19,6 %, Greifvögel mit 18,5 % und Wiesel mit 9,8 % die häufigsten Prädatoren dar.
Unter den Parasiten wurden zahlreiche Endo- und Ektoparasiten beschrieben. Nach Green & Flinders 1980 werden die Tiere von den Fadenwürmern Dermatoxys veligera und Nematodirus-Arten und den Larven von Dasselfliegen der Gattung Cuterebra befallen. Als Ektoparasiten kommen die Zeckenarten Dermacentor parumapertus, Haemaphysalis leporis-palustris und Ornithodoros spec. und die Flöhe Cediopsylla inaequalis, Odontopsyllus dentatus und Orchopeas sexdentatus hinzu. 2007 wurde zudem eine bislang unbekannte und nur auf dem Zwergkaninchen nachgewiesene Art der Tierläuse als Haemodipsus brachylagi beschrieben. Ebenfalls artspezifisch ist die Eimeria-Art Eimeria brachylagia, die 2005 wissenschaftlich erstbeschrieben wurde. Unter in Gefangenschaft gehaltenen Tieren, die für eine Wiederbesiedlung des Columbia-Beckens in Washington gezüchtet wurden, wurde zudem eine sehr hohe Infektionsrate und Mortalität durch Mycobacterium avium festgestellt.

## Evolution und Systematik

### Fossilgeschichte
Die frühesten dem Zwergkaninchen zugeordneten Fossilien stammen aus der Jaguar Cave (Jaguar-Höhle) im Lemhi County in Idaho aus der Übergangszeit von der Wisconsin-Eiszeit und der postglazialen Zeit und werden auf ein Alter zwischen 10.370 ± 350 bis 11.580 ± 250 Jahre geschätzt. Es wird angenommen, dass vor mehr als 7.000 Jahren der höchste Bestand existierte und dieser dann mit der Veränderung des Klimas und der Vegetation abgenommen hat.

### Systematik
Das Zwergkaninchen wird als eigenständige Art und monotypische Gattung Brachylagus den Hasen (Leporidae) zugeordnet. Innerhalb der Art werden keine Unterarten unterschieden. Die Erstbeschreibung der Art erfolgte 1891 durch Merriam als Lepus idahoensis in einem gemeinsam mit Leonhard Steineger veröffentlichten Werk mit dem Titel „Results of a biological reconnaissance of south-central Idaho“, das in der Serie „North American Fauna“ des United States Fish and Wildlife Service erschien. Er beschrieb die Art anhand von Individuen aus dem Pahsimeroi River im Custer County in Idaho. 1900 beschrieb Gerrit Smith Miller die Gattung Brachylagus als Untergattung von Lepus und ordnete die Art dort ein. 1904 wurde sie dann erstmals von Marcus Ward Lyon als eigene, monotypische Gattung mit Brachylagus idahoensis als einziger Art beschrieben.

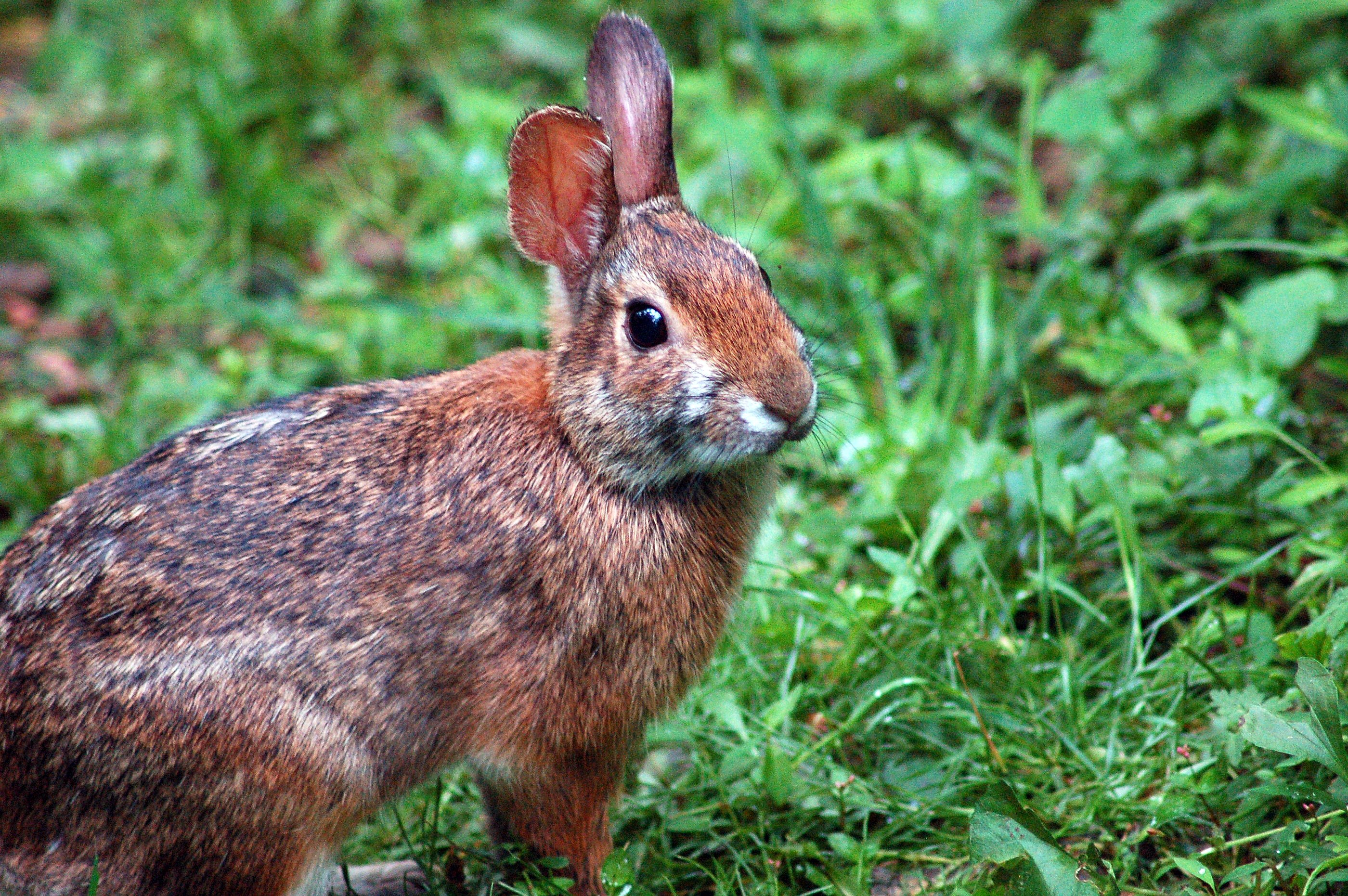
Sylvilagus obscurus als eine der Arten der Baumwollschwanzkaninchen

Innerhalb der Hasen ist das Zwergkaninchen nah verwandt mit den Arten der Baumwollschwanzkaninchen (Gattung Sylvilagus) und wurde diesen auch bereits zugeordnet. Auf der Basis von molekularbiologischen Daten wurde von Conrad A. Matthee et al. 2004 ein Kladogramm entwickelt, das die phylogenetischen Verwandtschaften der Gattungen der Hasen zueinander darstellt. Demnach ist das Zwergkaninchen tatsächlich die Schwesterart der Gattung der Baumwollschwanzkaninchen und bildet mit diesen ein Taxon. Diesem steht ein Taxon aus vier jeweils monotypischen Gattungen mit dem Wildkaninchen (Oryctolagus cuniculus), dem Borstenkaninchen (Caprolagus hispidus), dem Buschmannhasen (Bunolagus monticularis) und dem Ryukyu-Kaninchen (Pentalagus furnessi) gegenüber, während die Echten Hasen (Lepus) die Schwestergattung der Gesamtgruppe darstellt. Auch eine bereits 1997 veröffentlichte Untersuchung der Verwandtschaftsbeziehungen der Baumwollschwanzkaninchen untereinander bestätigt, dass das Zwergkaninchen als Schwesterart der Baumwollschwanzkaninchen anzusehen ist.

### Namensgebung
Die Namensgebung der Gattung Brachylagus leitet sich von der Zusammensetzung der griechischen Wörter „brachýs“ (βραχύς) für „kurz“ und „lagōs“ (λαγός) für „Hase“ ab. Der Artname „idahoensis“ bezieht sich auf den Fundort des Typusexemplars, das aus Idaho stammt.

## Gefährdung und Schutz
Die Tiere werden aufgrund ihres großen Verbreitungsgebietes und zahlreicher Populationen von der IUCN als nicht gefährdet (least concern) eingestuft. Aufgrund ihrer engen Bindung an Bestände des Wüsten-Beifußes sind die Tiere vor allem gegenüber der Umwandlung ihres Lebensraumes in Weideland sowie gegen Feuer und die damit einhergehende Zerstörung der Vegetation empfindlich. Die Bestände des Zwergkaninchens variieren entsprechend innerhalb des Verbreitungsgebietes regional sehr stark, wobei die Fragmentierung zu einer Verringerung der genetischen Diversität führt.
In einigen Regionen, vor allem im Columbia-Becken in Washington, sind die Bestände drastisch zurückgegangen. Speziell im Columbia-Becken wurden bei einer Bestandsaufnahme zwischen 1987 und 1990 nur noch sechs isolierte Teilpopulationen mit 10 bis 590 aktiven Bauen entdeckt, woraufhin die Art 1990 in Washington als gefährdet und 1993 als bedroht eingestuft und 1995 ein Rettungsplan entworfen und in den Folgejahren weiter entwickelt wurde. Zwischen 1997 und 2001 reduzierte sich die Anzahl der aktiven Teilpopulationen auf eine einzelne in der Sagebrush Flat Wildlife Area nahe Ephrata. 2001 wurde aus diesem Grund ein Zuchtprogramm auf der Basis einer Gründerpopulation von 16 Wildfängen aufgebaut, an der zu Beginn vor allem die Washington State University und der Oregon Zoo beteiligt wurden. Die Verpaarungen wurden auf der Basis der genetischen Diversität der Einzeltiere geplant, um eine maximale Streuung zu erreichen. Die Hinzunahme von Tieren aus anderen Regionen wurde aufgrund der vergleichsweise großen genetischen Unterschiede insbesondere der Columbia-Population gegenüber anderen Populationen zuerst abgelehnt, nach zwei Jahren wurden jedoch vier Tiere aus Idaho in die Gruppe eingebracht. Dies geschah vor allem aufgrund der sehr niedrigen Fortpflanzungs- und Überlebensrate der Columbia-Population, die zu einer Fortpflanzungsrate von weniger als einem Nachkommen pro Weibchen führte und so ein Aussterben unvermeidlich machte. Die Idaho-Weibchen sind dagegen deutlich reproduktiver, mit höheren Nachkommenzahlen und besserer Überlebensrate. Bei der Vermischung beider Populationen wurde versucht, die genetische Variationsbreite der kleinen Population langsam zu erhöhen und dabei mindestens 75 % der Gene der Columbia-Population in den Nachkommen beizubehalten. 2004 starb die letzte bekannte wildlebende Population aus. 2006 wurde ein Zeitplan für die allmähliche Aussiedlung der in Gefangenschaft gezüchteten Tiere veröffentlicht, der bei Gelingen ein Ansteigen der Population in Washington auf bis zu sechs Teilpopulationen mit insgesamt etwa 1000 bis 1700 Tieren über einen Zeitraum von 10 Jahren modellierte. 2007 wurden die ersten 20 nachgezüchteten Tiere in der Wildnis ausgesetzt, diese starben jedoch wahrscheinlich bis 2008. Im Jahr 2011 wurden erneut nachgezüchtete Tiere freigesetzt, der darüber hinausgehende Plan wurde weiter entwickelt und veröffentlicht. Bis 2017 wurden auf der Basis des Freisetzungsplanes insgesamt etwa 1200 Individuen freigesetzt, von denen etwa 180 im jeweiligen Folgejahr nahe dem Freisetzungsgebiet aufgefunden werden konnten. Jungtiere entfernten sich durchschnittlich etwa 780 Meter vom Freisetzungsgebiet, ausgewachsene Tiere etwa 470 Meter von diesem. Innerhalb des Beobachtungszeitraums konnten nur 14 in der Wildnis geborene Jungtiere gefunden werden.
Auch für andere Regionen liegen Bestandsaufnahmen, genetische Untersuchungen und Naturschutzpläne vor, in keinem Bundesstaat ist die Bedrohung jedoch so groß wie in Washington. Vor allem die Bindung an den Wüsten-Beifuß und die damit einhergehende inselartige Verbreitung stellen dabei ein Problem dar und führen zu einer starken genetischen Isolierung der Populationen sowie einer Reduzierung der genetischen Vielfalt in den einzelnen Populationen. Bei einer exemplarischen Untersuchung der genetischen Variabilität im Süden von Wyoming wurde festgestellt, dass die Variabilität gegenüber den Beständen im zentralen Verbreitungsgebiet in Montana und Idaho sowie gegenüber zum Vergleich herangezogenen und sympatrisch vorkommenden Baumwollschwanzkaninchen deutlich geringer ist. Dabei besteht ein Zusammenhang zwischen der Variabilität und dem Abstand der Teilpopulationen voneinander, davon abgeleitet wurde die Forderung, bei Artenschutzbemühungen vor allem die Verinselung der Populationen zu reduzieren.

## Belege
1. 1 2 3 4 5 6  
Frederick C. Dobler, Kenneth R. Dixon: The Pigmy Rabbit Brachylagus idahoensis. In: Joseph A. Chapman, John E. C. Flux (Hrsg.): Rabbits, Hares and Pikas. Status Survey and Conservation Action Plan. (PDF; 11,3 MB) International Union for Conservation of Nature and Natural Resources (IUCN), Gland 1990, ISBN 2-8317-0019-1, S. 111–115.
2. 1 2 3 4 5 6 7 8 9 10 11 12 13 14 15 16 17 18 19  Jeffrey S. Green, Jerran T. Flinders: Brachylagus idahoensis. In: Mammalian Species. Band 125, 1980, S. 1–4 (Volltext [PDF; 568 kB]).
3. 1 2 3 4 5 6  
P. A. Becker, D. W. Hays, R. D. Sayler: 2011 Columbia Basin Pygmy Rabbit (Brachylagus idahoensis) Reintroduction and Genetic Management Plan. Washington Department of Fish and Wildlife, Olympia, 2011. (Volltext)
4. 1 2 3 4 5 6 7 8 9 10  
Brachylagus idahoensis in der Roten Liste gefährdeter Arten der IUCN 2012.2. Eingestellt von: G.P. Beauvais, E. Sequin, J. Rachlow, R. Dixon, B. Bosworth, A. Kozlowski, C. Carey, P. Bartels, M. Obradovitch, T. Forbes, D. Hays, 2008. Abgerufen am 11. Januar 2013.
5. 1 2  
Eveline S. Larrucea, Peter F. Brussard: Diel and Seasonal Activity Patterns of Pygmy Rabbits (Brachylagus idahoensis). Journal of Mammalogy 90(5), 2009: S. 1176–1183. (Abstract)
6. 1 2  
Janet E. Lee, Randy T. Larsen, Jerran T. Flinders, Dennis L. Eggett: Daily and Seasonal Patterns of Activity at Pygmy Rabbit Burrows in Utah. Western North American Naturalist 70 (2), 2010; S. 189–197. (Abstract)
7. ↑  
Wilfredo Falcón, Caren S. Goldberg, Lisette P. Waits, Wendy A. Estes-Zumpf, Janet L. Rachlow: First Record of Multiple Paternity in the Pygmy Rabbit (Brachylagus idahoensis): Evidence from Analysis of 16 Microsatellite Loci. Western North American Naturalist 71 (2), 2011; S. 271–275. (Abstract)
8. 1 2  
Wendy A. Estes-Zumpf, Janet L. Rachlow: Natal Dispersal by Pygmy Rabbits (Brachylagus idahoensis). Journal of Mammalogy 90 (2), 2009; S. 363–372. (Abstract)
9. ↑  
In Green & Flinders 1980 wird die Kornweihe (Circus cyneus) benannt, die allerdings nur in der Paläarktis vorkommt. Die Hudsonweihe (C. hudsonicus) wurde ursprünglich als Unterart der Kornweihe betrachtet, wird heute jedoch als eigene Art eingestuft.
10. ↑  
Justin A. Crawford, Robert G. Anthony, James T. Forbes, Glenn A. Lorton: Survival and causes of mortality for pygmy rabbits (Brachylagus idahoensis) in Oregon and Nevada. Journal of Mammalogy 91 (4), 2010; S. 838–847. doi:10.1644/09-MAMM-A-068.1
11. ↑  
Lance A. Durden, Robert L. Rausch: Haemodipsus brachylagi n. sp. (Phthiraptera: Anoplura: Polyplacidae), a new sucking louse from the pygmy rabbit in Nevada. Journal of Parasitology 93(2), 2007: S. 247–251. (Abstract)
12. ↑  
D. W. Duszynski, L. Harrenstien, L. Couch, M. M. Garner: A pathogenic new species of Eimeria from the pygmy rabbit, Brachylagus idahoensis, in Washington and Oregon, with description of the sporulated oocysts and intestinal endogenous stages. Journal of Parasitology 91, 2005: S. 618–623. (Volltext)
13. ↑  
Lisa A. Harrenstien, Mitchell V. Finnegan, Nina L. Woodford, Kristin G. Mansfield, W. Ray Waters, John P. Bannantine, Michael L. Paustian, Michael M. Garner, Antony C. Bakke, Charles A. Peloquin, Terry M. Phillips: Mycobacterium avium in pygmy rabbits (Brachylagus idahoensis): 28 cases. Journal of Zoo and Wildlife Medicine 37 (4), 2006: S. 498–512. 2006 (Abstract)
14. 1 2 3  
Conrad A. Matthee, Bettine Jansen Van Vuuren, Diana Bell Terence J. Robinson: A Molecular Supermatrix of the Rabbits and Hares (Leporidae) Allows for the Identification of Five Intercontinental Exchanges During the Miocene. Systematic Biology 53 (3); S. 433–447. (Abstract)
15. 1 2  
Don E. Wilson & DeeAnn M. Reeder (Hrsg.): Brachylagus idahoensis (Memento vom 3. Februar 2014 im Internet Archive) in Mammal Species of the World. A Taxonomic and Geographic Reference (3rd ed).
16. ↑  
Clinton Hart Merriam, Leonhard Steineger: Results of a biological reconnaissance of south-central Idaho. North American Fauna 5-A, U.S. Fish and Wildlife Service 1891.
17. ↑  
Kenneth M. Halanych, Terence J. Robinson: Phylogenetic Relationships of Cottontails (Sylvilagus,Lagomorpha): Congruence of 12S rDNA and Cytogenetic Data. Molecular Phylogenetics and Evolution 7 (3), 1997; S. 294–302. (Abstract)
18. ↑  
George V. Oliver: Status of the Pygmy Rabbit (Brachylagus idahoensis) in Utah (PDF; 475 kB). Utah Natural Heritage Program, Utah Division of Wildlife Resources, Februar 2004.
19. ↑  
Becky A. Elias, Lisa A. Shipley, Sarah McCusker, Rodney D. Sayler, Timothy R. Johnson: Effects of genetic management on reproduction, growth, and survival in captive endangered pygmy rabbits (Brachylagus idahoensis). Journal of Mammalogy 94 (6), 2013; S. 1282–1292. doi:10.1644/12-MAMM-A-224.1
20. 1 2  
U.S. Fish and Wildlife Service: Recovery Plan for the Columbia Basin Distinct Population Segment of the Pygmy Rabbit (Brachylagus idahoensis). Portland, Oregon, 2012. (Volltext)
21. ↑  R.D. Sayler, L. Zeoli, D.W. Hays: Reintroduction of the Columbia Basin Pygmy Rabbit (Brachylagus idahoensis) in Washington. Washington Department of Fish and Wildlife, Olympia, 2006. (Volltext (Memento des Originals vom 2. Februar 2014 im Internet Archive)  Info: Der Archivlink wurde automatisch eingesetzt und noch nicht geprüft. Bitte prüfe Original- und Archivlink gemäß Anleitung und entferne dann diesen Hinweis.).
22. ↑  
Stephanie M. DeMay Penny A. Becker Janet L. Rachlow Lisette P. Waits: Genetic monitoring of an endangered species recovery: demographic and genetic trends for reintroduced pygmy rabbits (Brachylagus idahoensis). Journal of Mammalogy 98 (2), 21. März 2017; S. 350–364. doi:10.1093/jmammal/gyw197
23. ↑  
Amanda C. Thimmayya, Steven W. Buskirk: Genetic connectivity and diversity of pygmy rabbits (Brachylagus idahoensis) in southern Wyoming. Journal of Mammalogy 93(1); 2012 S. 29–37. doi:10.1644/11-MAMM-A-045.1